# Heinz Steinschulte
Heinz Steinschulte (28 aprile 1909 – ...) è stato un cestista tedesco.

## Carriera
Con la Germania ha disputato due partite alle Olimpiadi del 1936.